# Ląd
Pour les articles homonymes, voir Lad.
Ląd (prononciation : [lɔnt]) est un village polonais de la gmina de Lądek dans le powiat de Słupca de la voïvodie de Grande-Pologne dans le centre-ouest de la Pologne.
Il se situe à environ 2 kilomètres à l'ouest de Lądek (siège de la gmina), à 12 kilomètres au sud de Słupca (siège du powiat) et à 71 kilomètres à l'est de Poznań (capitale régionale).
Le village possédait une population de 563 habitants en 2006.

## Histoire
Au XIe siècle, Ląd était le siège d’un castellan. De 1145 à 1796, le village a appartenu aux Cisterciens. En 1286, Jan Gerbicz y a été sacré évêque de Poznań par Jakub Świnka. De 1975 à 1998, le village faisait partie du territoire de la voïvodie de Konin.

Depuis 1999, Ląd est situé dans la voïvodie de Grande-Pologne.

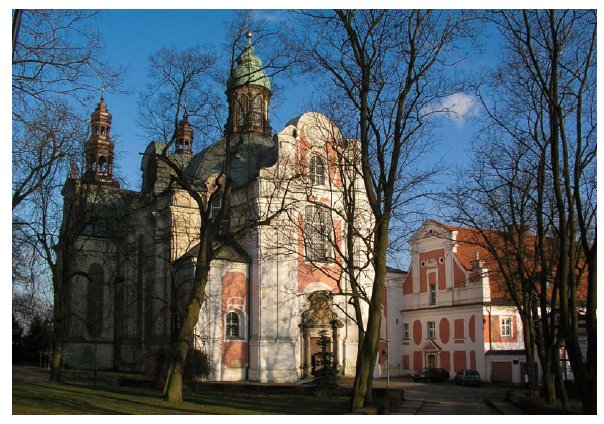
L'église de l'abbaye.
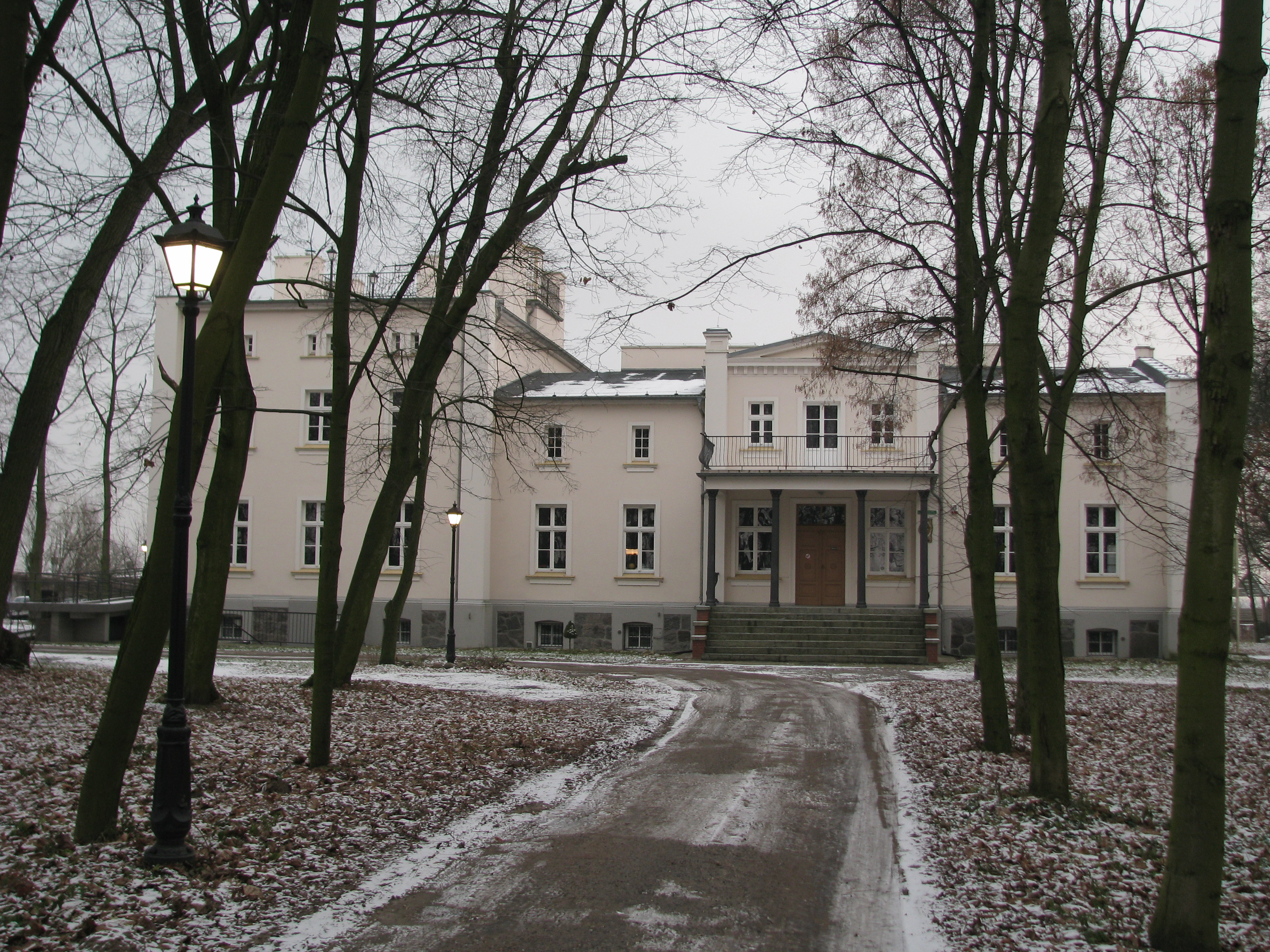
Le manoir.
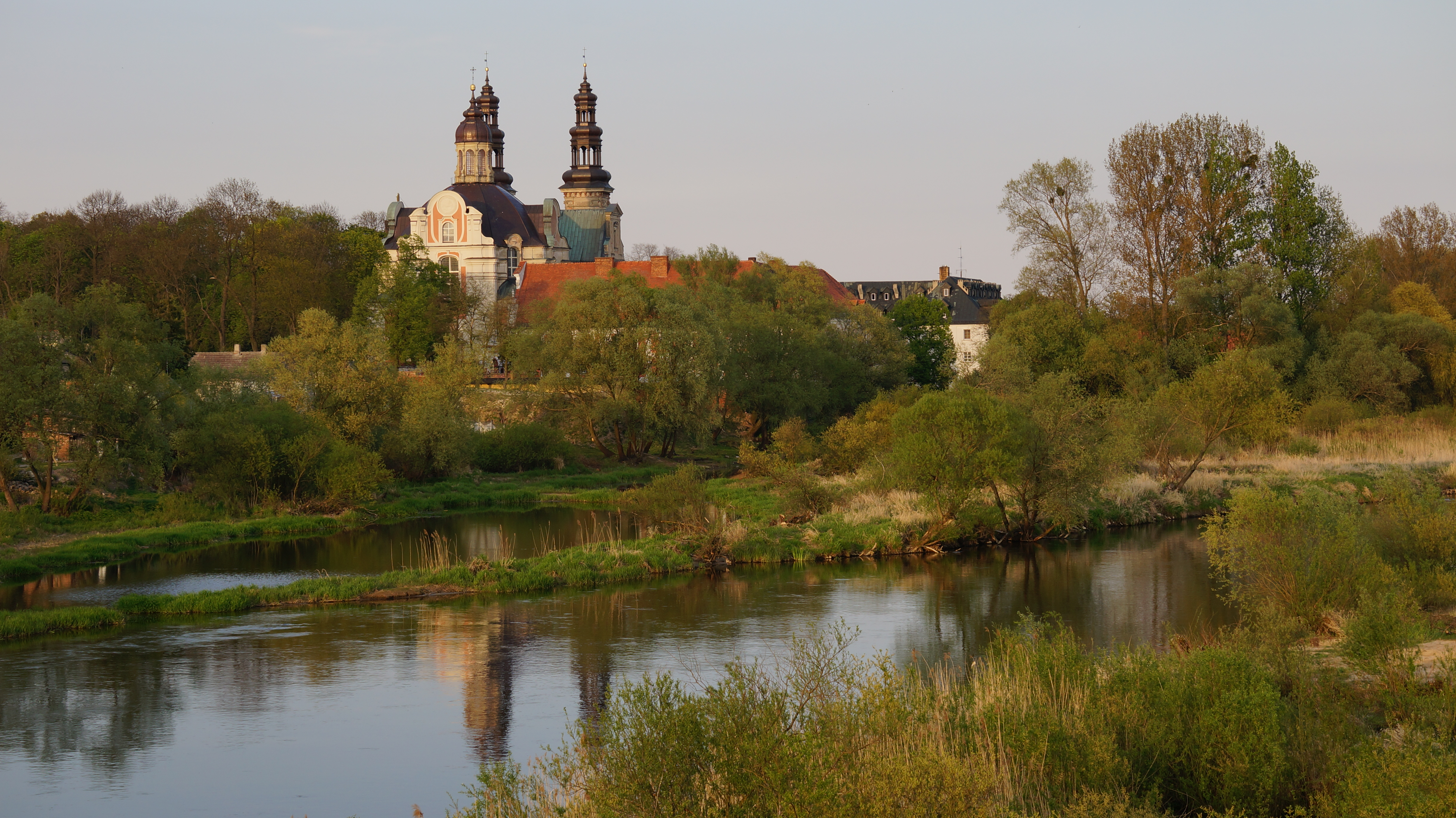
L'abbaye vue depuis la Warta.